# Lily Taylor
Lily Taylor (* 17. Oktober 1996 in Leicester) ist eine ehemalige englische Squashspielerin.

## Karriere
Lily Taylor, die in ihrer Juniorenzeit britische Meisterin wurde, spielte 2013 erstmals auf der PSA World Tour und gewann auf dieser fünf Titel. Den ersten sicherte sie sich im November 2019 bei den Capra Baerum Open. Ihre höchste Platzierung in der Weltrangliste erreichte sie mit Rang 59 im März 2022. Bei der Weltmeisterschaft 2018/19 stand sie erstmals im Hauptfeld einer Weltmeisterschaft und schied in der ersten Runde gegen Nour El Sherbini aus.

## Erfolge
- Gewonnene PSA-Titel: 5